# ماري وايس
ماري وايس (بالإنجليزية: Mary Weiss)‏ هي مغنية أمريكية، ولدت في 28 ديسمبر 1948 في نيويورك في الولايات المتحدة.

## وصلات خارجية
- ماري وايس على موقع IMDb (الإنجليزية)
- ماري وايس على موقع الموسوعة البريطانية (الإنجليزية)
- ماري وايس على موقع ميوزك برينز (الإنجليزية)
- ماري وايس على موقع أول ميوزيك (الإنجليزية)
- ماري وايس على موقع ديسكوغز (الإنجليزية)